# 洪杜县
洪杜县，古县名。唐朝武德二年（619年）置，治所在今重庆市酉阳土家族苗族自治县西龚滩北。因洪杜山得名。属黔州。贞观三年（629年）移治洪杜溪。麟德二年（665年）又移治今龚滩。北宋嘉祐八年（1063年）降为寨。 